# Vålådalen
Vålådalen is een natuurreservaat in het Zweedse landschap Jämtland. Het reservaat beslaat 117.500 hectare en is gelegen in de gemeente Åre. Haar naam kreeg ze van de rivier Vålån. Het gebied heeft een gevarieerde geologie, zo zijn er vele glaciale landvormen te zien, die gevormd zijn toen het landijs zich 9000 jaar geleden hier terugtrok. Ook zijn er plaatselijk relatief kalkrijke gesteentes ontsloten, die een zeer rijke flora herbergen.

## Flora
De delen van het gebied die beneden de boomgrens liggen, zijn voornamelijk met vrijwel ongerept naaldwoud bedekt.
De uitgestrekte veengebieden in de hoger gelegen delen van het reservaat bestaan grotendeels uit veenmos, hier zijn ook kruipbraam en vleesetende planten zoals vetblad en zonnedauw te vinden.

## Fauna
De open, moerassige delen van het gebied herbergen een groot aantal broedvogels. Dit zijn onder meer weidevogels zoals de groenpootruiter, bosruiter, kemphaan, regenwulp, poelsnip en tureluur. Verder broeden er roodkeelduikers, kraanvogels en gele kwikstaarten. De roofvogels zijn vertegenwoordigd door de steenarend, giervalk en de ruigpootbuizerd.
Ook komen er zeldzame zoogdieren voor, zoals de poolvos en de veelvraat.

## Voorzieningen
Net buiten het reservaat ligt de nederzetting Vålådalen, dat hoofdzakelijk bestaat uit vakantiehuizen en Vålådalens Fjällstation, een grote berghut die eigendom is van de Svenska Turistföreningen. Hier zijn ook enkele skiliften.
Door het reservaat lopen vele wandelpaden, die het verbinden met omliggende gebieden zoals Sylan en Helagsfjället.

## Toekomstig nationaal park Vålådalen–Sylarna
Eind 2008 is bekend geworden dat het Vålådal deel uitmaakt van het toekomstige nationaal park Vålådalen–Sylarna. Het park behoort tot de zeven nieuwe nationale parken met prioriteit, volgens de planning zal het nog voor 2013 worden opgericht.